# 25 km van Calcutta
De Tata Steel 25 km van Calcutta (door sponsoring) is een hardloopwedstrijd over 25 kilometer in de Indiaase stad Calcutta. De wedstrijd word elk jaar op de derde zondag van december georganiseerd. In 2023 werd er $ 100.000 prijzengeld uitgereikt.
In 2023 werden er tijdens deze wedstrijd de beste wereldprestatie bij zowel de mannen als de vrouwen over 25 km gelopen. Er zijn niet veel wedstrijden over 25 km en er is geen officieel wereldrecord. Daniel Ebenyo won de wedstrijd in 1:11.13, enkel Eliud Kipchoge liep in zijn voormalige wereldrecord tijdens de marathon van Berlijn in 2022 een snellere tussentijd. Sutume Kebede versloeg de werldrecordhoudster over de 10 kilomerer, Yalemzerf Yehualaw, in een tijd van 1:18.47.

## Uitslagen[4]
| Datum            | Winnaar              | Land     | Tijd    | Winnares        | Land     | Tijd    |
| ---------------- | -------------------- | -------- | ------- | --------------- | -------- | ------- |
| 15 december 2024 |                      |          |         |                 |          |         |
| 17 december 2023 | Daniel Ebenyo        | Kenia    | 1:11.13 | Sutume Kebede   | Ethiopië | 1:18.47 |
| 18 december 2022 | Leonard Barsoton     | Kenia    | 1:12.49 | Desi Mokonin    | Bahrein  | 1:21.04 |
| 15 december 2019 | Leonard Barsoton     | Kenia    | 1:13.05 | Guteni Shone    | Ethiopië | 1:22.09 |
| 16 december 2018 | Birhanu Legese       | Ethiopië | 1:15.48 | Dibaba Kuma     | Ethiopië | 1:27.34 |
| 17 december 2017 | Kenenisa Bekele      | Ethiopië | 1:13.48 | Degitu Azimeraw | Ethiopië | 1:26.01 |
| 18 december 2016 | Govindan Lakshmanan  | India    | 1:17.16 | Monika Athare   | India    | 1:34.15 |
| 20 december 2015 | Elam Singh           | India    | 1:20.14 | Sudha Singh     | India    | 1:27.31 |
| 28 december 2014 | Nitendra Singh Rawat | India    | 1:19.39 | Kavita Raut     | India    | 1:33.39 |